# Prêmio Candango de Literatura
Prêmio Candango de Literatura é um prêmio literário brasileiro, criado pelo governo do Distrito Federal em 2022 e oferecido a autores lusófonos.
Os vencedores recebem um valor em dinheiro e o Troféu Candango de Literatura.

## Premiados

### 2022[3]
- Romance: Marcílio Godoi – Etelvina
- Poesia: Alexei Bueno – O Sono dos Humildes
- Contos: João Anzanello Carrascoza – Tramas de Meninos
- Prêmio Brasília: Alexandre Pilati – Tangente do Cobre
- Incentivo à leitura: Gláucio Ramos Gomes – Projeto Leitura na Esquina
- PCD (incentivo à leitura para pessoas com deficiência): Gisela Maria de Castro Teixeira – O Livro das Capitais
- Projeto gráfico: Beatriz Mom (Mom Design Studio), pelo livro Poesia é um Saco, de Nicolas Behr
- Capa: Jéssica Iancoski, pelo livro As Laranjas de Alice Mazela, de Géssica Menino